# Meall an t-Slugain
Meall an t-Slugain är ett berg i Storbritannien.   Det ligger i kommunen Aberdeenshire och riksdelen Skottland, i den norra delen av landet, 600 km norr om huvudstaden London. Toppen på Meall an t-Slugain är 841 meter över havet, eller 116 meter över den omgivande terrängen. Bredden vid basen är 2,4 km.
Terrängen runt Meall an t-Slugain är huvudsakligen kuperad.Runt Meall an t-Slugain är det mycket glesbefolkat, med 3 invånare per kvadratkilometer. Närmaste större samhälle är Braemar, 6,1 km nordväst om Meall an t-Slugain. I omgivningarna runt Meall an t-Slugain växer i huvudsak blandskog.